# Gnophomyia caloptera
Gnophomyia caloptera är en tvåvingeart som beskrevs av Osten Sacken 1888. Gnophomyia caloptera ingår i släktet Gnophomyia och familjen småharkrankar. Inga underarter finns listade i Catalogue of Life.